# Minox

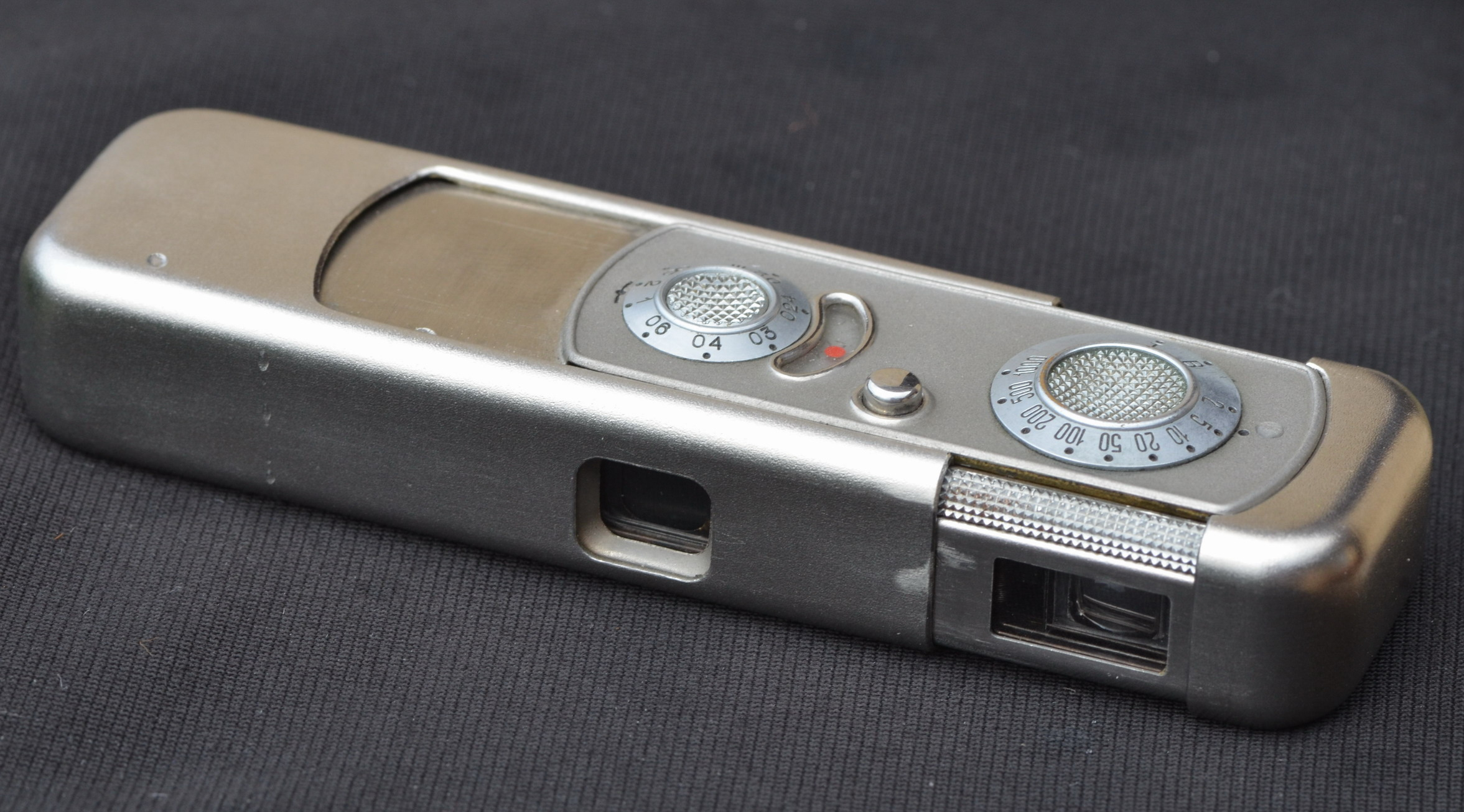
Minox Riga mit Objektiv Minostigmat 1:3,5 F=15

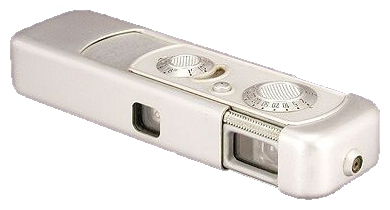
Minox A

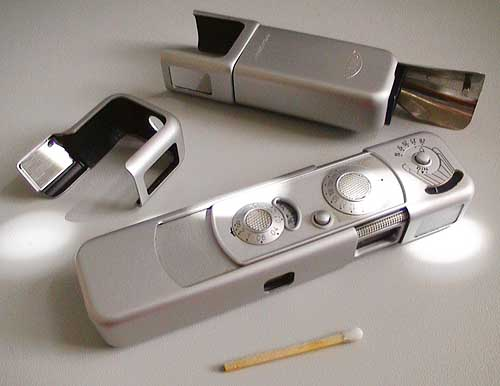
Minox B

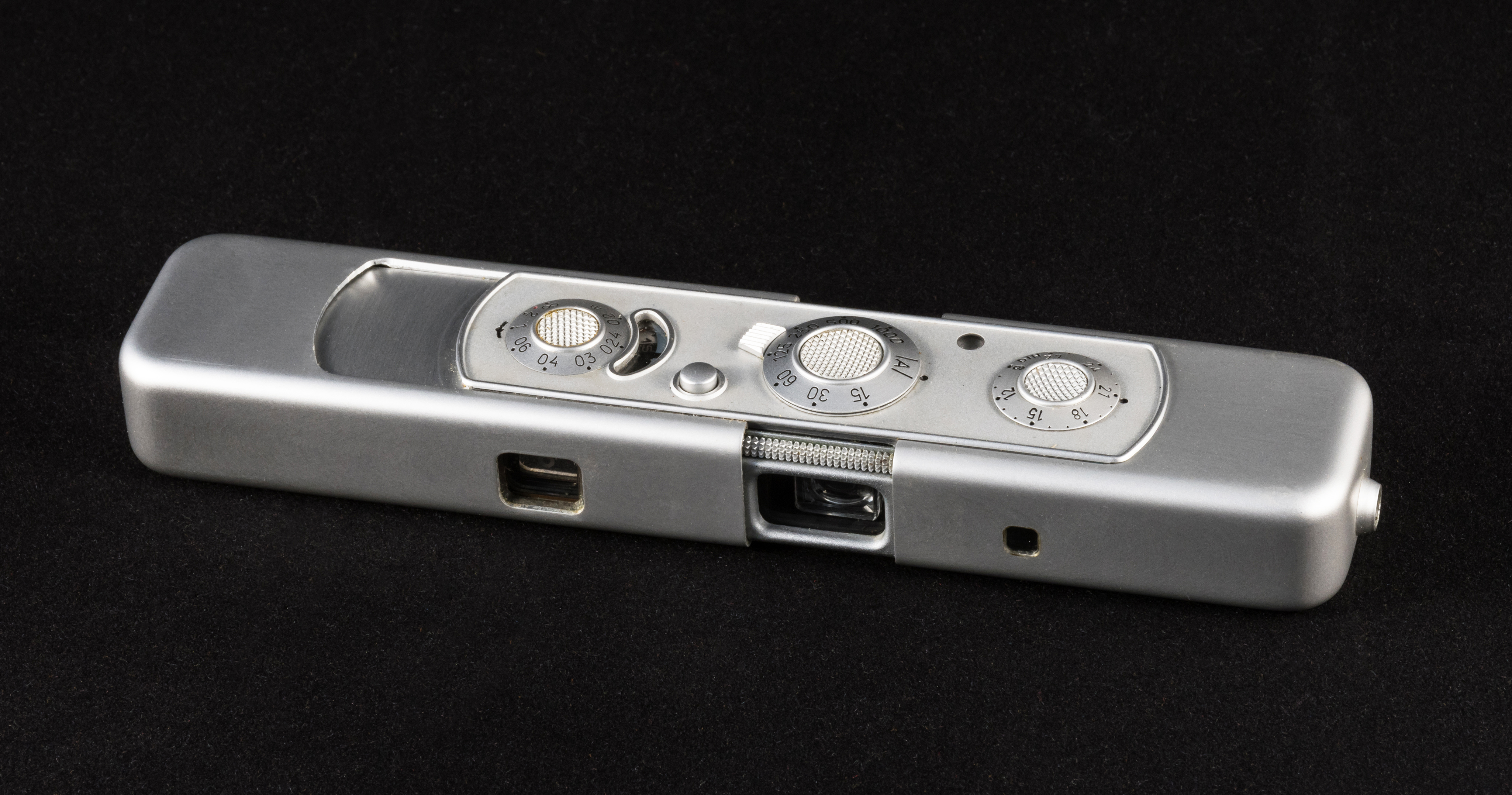
Minox C

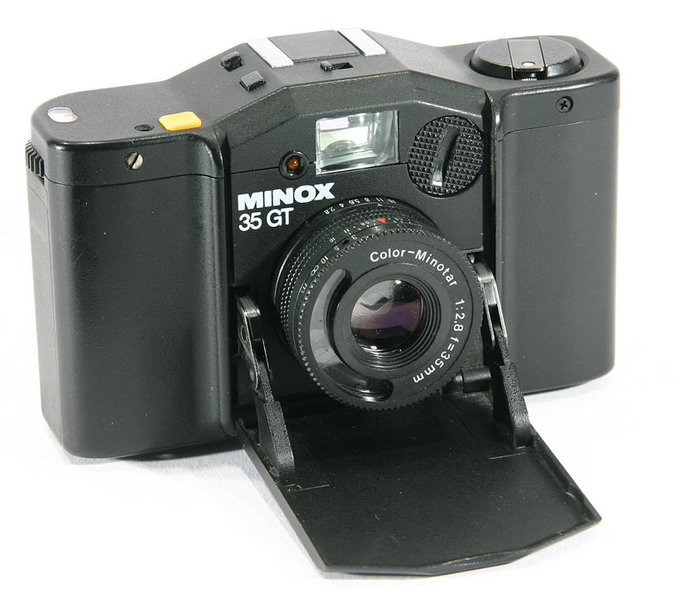
Minox 35 GT

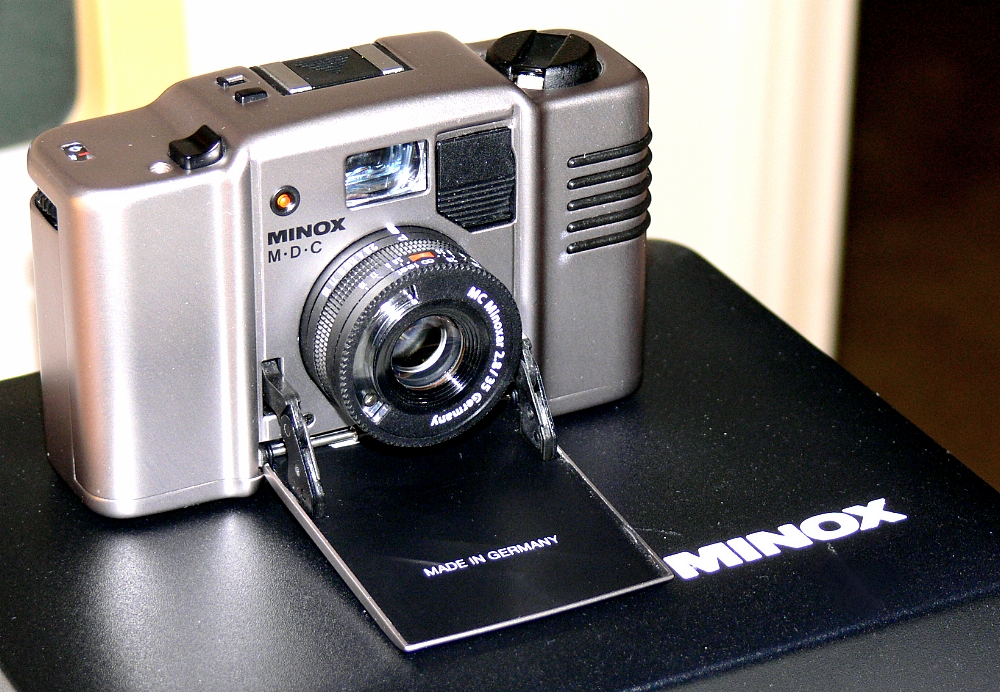
Minox 35 MDC

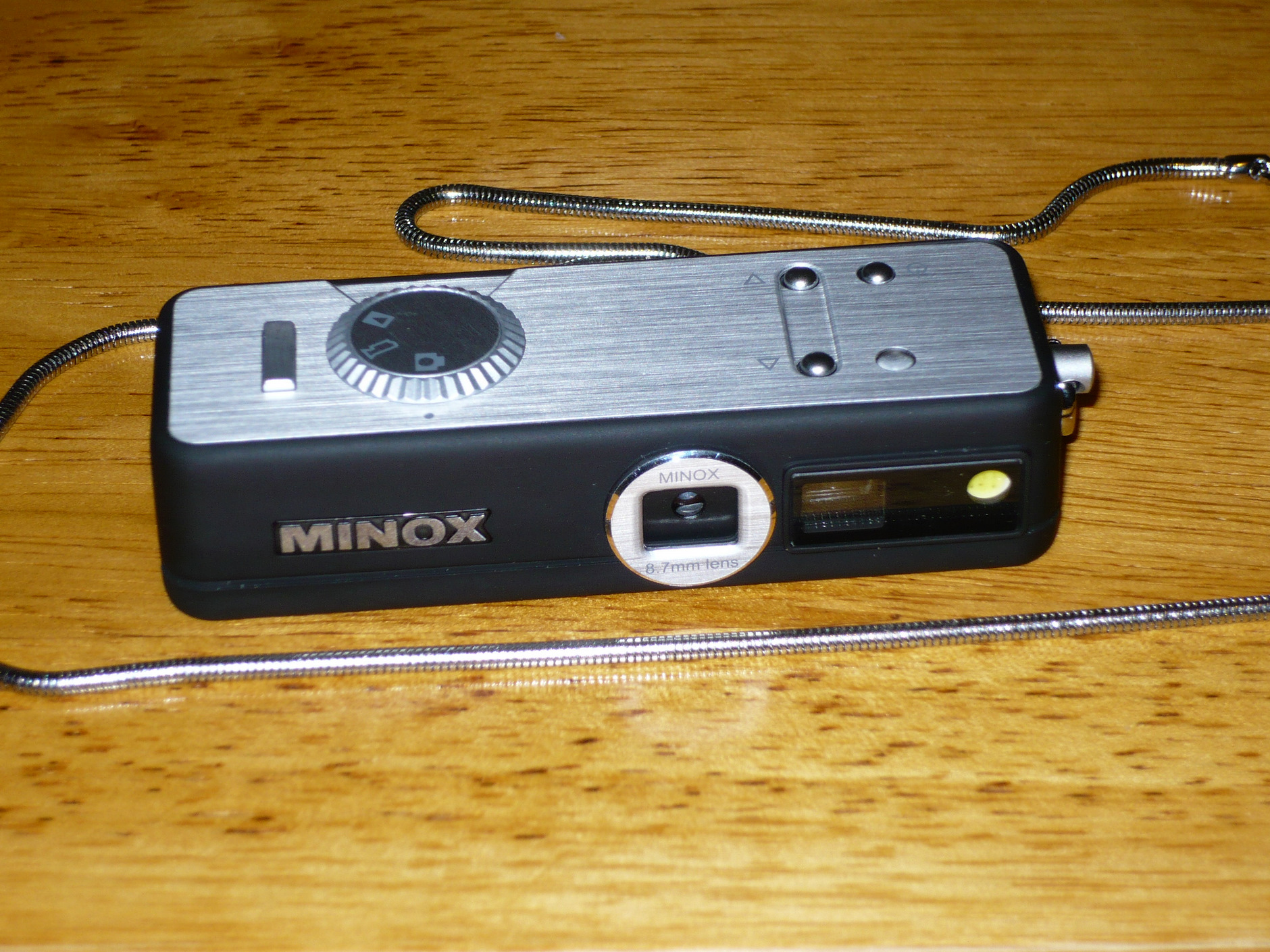
Minox DSC

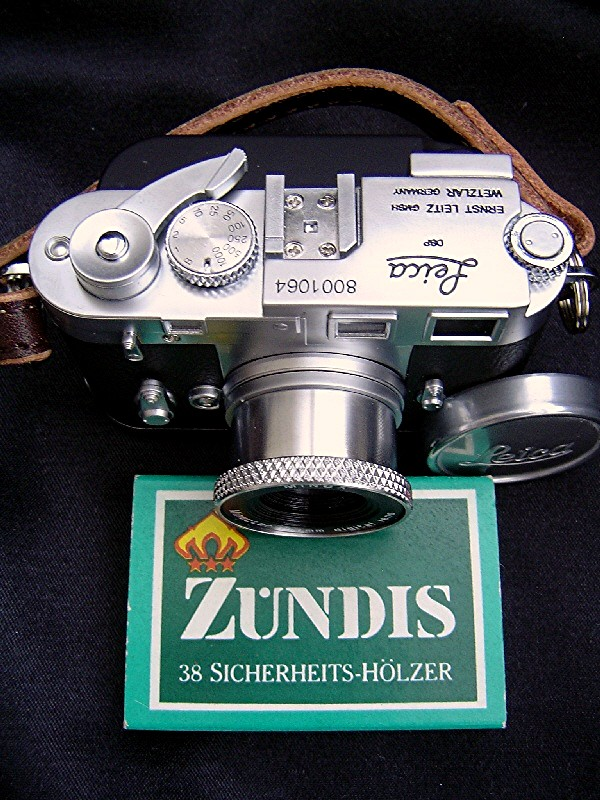
Minox-Leica M3
Maßstabsgetreuer Nachbau eines berühmten Vorbilds

Minox ist ein deutscher Hersteller von Wildkameras und anderen optischen Geräten gleichen Markennamens. Mit den Kleinstbildkameras von Minox verbindet sich das klassische Modell einer Geheim- oder Spionagekamera. Nach den erfolgreichen 1970er-Jahren, als Minox gut 1000 Mitarbeiter hatte, arbeiten inzwischen nur noch rund 30 Beschäftigte für Minox. Der Firmensitz von Minox ist in Isny im Allgäu. Service und Support befindet sich weiterhin in Wetzlar. Heute ist Minox vor allem ein Hersteller von fernoptischen Produkten für die Naturbeobachtung und Jagd (Ferngläser und Zielfernrohre).

## Geschichte
1936 konstruierte der Deutschbalte Walter Zapp in Tallinn einen Fotoapparat-Prototyp. Diese Ur-Minox verwendete zunächst ein noch kleineres Filmformat von 6,5 mm × 9 mm. Ab 1938 wurde die Kamera, nun im 8 × 11-Format zunächst in Riga bei VEF (Valsts elektrotehniskā fabrika) produziert. Bis zum Kriegsausbruch wurden etwa 17.000 Kameras dieses Modells hergestellt. Aufgrund der Vorereignisse zum Zweiten Weltkrieg übersiedelte Zapp im März 1941 nach Hessen. Bei sich trug er das Holzmodell und ein Exemplar des ersten Serienmodells.
Im Jahr 1945 gründete Zapp die Minox GmbH Wetzlar und setzte damit die Produktion seiner Kleinstbildkamera fort. Das kleine Unternehmen zog Ende 1948 in das nahegelegene Heuchelheim im Kreis Gießen. Wenige Monate später, im Jahr 1950, kehrte Zapp seinem Unternehmen den Rücken, nachdem es zu Differenzen mit dem Teilhaber und Tabakwarenhersteller Rinn & Cloos gekommen war. Währenddessen wurde die Spionagekamera Minox A zu einem Erfolgsmodell. 1951 arbeiteten bereits 180 Beschäftigte bei Minox, vier Jahre später 560 Menschen.
1974 präsentierte das Unternehmen seine erste Kleinbildkamera. Die Minox 35 EL traf auf eine große Nachfrage. Das Modell wurde in den folgenden Jahren weiterentwickelt. Doch die hohen Produktionskosten in Deutschland und das gleichzeitig sinkende Preisniveau durch die große Konkurrenz im Kompaktkamera-Segment zwangen Minox am 21. November 1988 einen Vergleichsantrag beim Amtsgericht Gießen zu stellen. Die Konkursverwaltung reduzierte die Anzahl der Beschäftigten auf knapp 300. Gleichzeitig wurde der Unternehmensgründer Zapp als Konstrukteur eingestellt.
1996 kehrte Minox nach Wetzlar zurück. Außerdem wurde die Straße zum neuen Standort im Gewerbepark Westend in Walter-Zapp-Straße umbenannt. Am 1. April 1996 kaufte die Leica Camera AG aus Wetzlar das erstarkte Unternehmen auf. Minox wurde als selbstständige Tochtergesellschaft eingegliedert.
2001 stieg der Kamerahersteller in die Digitalfotografie ein und brachte mit der DC 1311 eine digitale Kompaktkamera auf den Markt. Im gleichen Jahr erfolgte ein Management Buy-out. Thorsten Kortemeier wurde neuer Geschäftsführer. Minox löste sich 2005 wieder vollständig von Leica.
2013 gründete Thorsten Kortemeier, gemeinsam mit der damaligen L&O Hunting Group, zu der auch die Blaser Jagdwaffen GmbH gehörte (vergleiche L & O Holding), die German Sports Optics GmbH (GSO) mit Sitz in Wetzlar, in die er die Minox GmbH einbrachte. L & O brachte das Unternehmen Optronika aus Biebertal, einen kleinen Entwickler und Hersteller von hochwertigen Zielfernrohren, in die GSO ein. Seitdem gehört Minox zu 100 % zur Blaser Group und die GSO entwickelt und baut Zielfernrohre für Minox.

## Produkte

### Negativgröße 8 mm × 11 mm
Die Minox 8×11-Serie ist eine Familie verschiedener Kleinstbildkameras, die auf einem Filmformat von 8 mm × 11 mm basiert. Dieses kleine Filmformat erleichterte den versteckten Transport der Filme und war ein ausschlaggebender Punkt, weshalb sich die Minox-Modelle im Kalten Krieg als Spionagekameras etablierten. Das Ministerium für Staatssicherheit entwickelte spezielle Verstecke für Minox-Filme, welche den verräterischen Inhalt bei unberechtigtem Zugriff zerstörten.
Auf das ursprüngliche Nachkriegsmodell Minox A folgten zahlreiche verbesserte Versionen mit neuen Funktionen (unter anderem Minox B mit Selenzellen-Belichtungsmesser ab 1958, Minox C mit elektronischer Belichtungsautomatik ab 1969, Minox LX ab 1978). Eine noch kleinere Variante ist die ab 1981 hergestellte Minox EC.

### Negativgröße 24 mm × 36 mm
1974 wurde die erste Kleinbildkamera, die Minox 35 EL vorgestellt. Sie übernahm den Titel der kleinsten Kamera für Kleinbildfilme von der Rollei 35. Der Erfolg der kleinen, leichten und durch Objektivschutz auch taschengeeigneten Kamera überraschte selbst Minox. In den folgenden Jahren wurden etliche weitere Modelle der 35er-Serie entwickelt, die teils bis zum Oktober 2002 produziert wurden. Lagerbestände werden bis heute (Stand: Juli 2007) verkauft. Eine Auto-Fokus-Version blieb allerdings ohne Erfolg. Die Minox 35 wurde ab Ende der 80er Jahre in der Ukraine als „Kiev 35“ kopiert. Die Formen beider Kameras weichen geringfügig voneinander ab, z. B. lassen sich die Rückwände nicht tauschen und Minox-Blitze passen nicht auf Kiev-Gehäuse. Die Maße wurden daher wohl ohne Hersteller-Dokumente vom Original abgenommen – ein übliches Verfahren der sowjetischen Kameraindustrie seit der FED.

### Diaprojektoren
Passend zu den eigenen (Dia-)Filmformaten stellte Minox auch Diaprojektoren her, beispielsweise das Modell 3001.

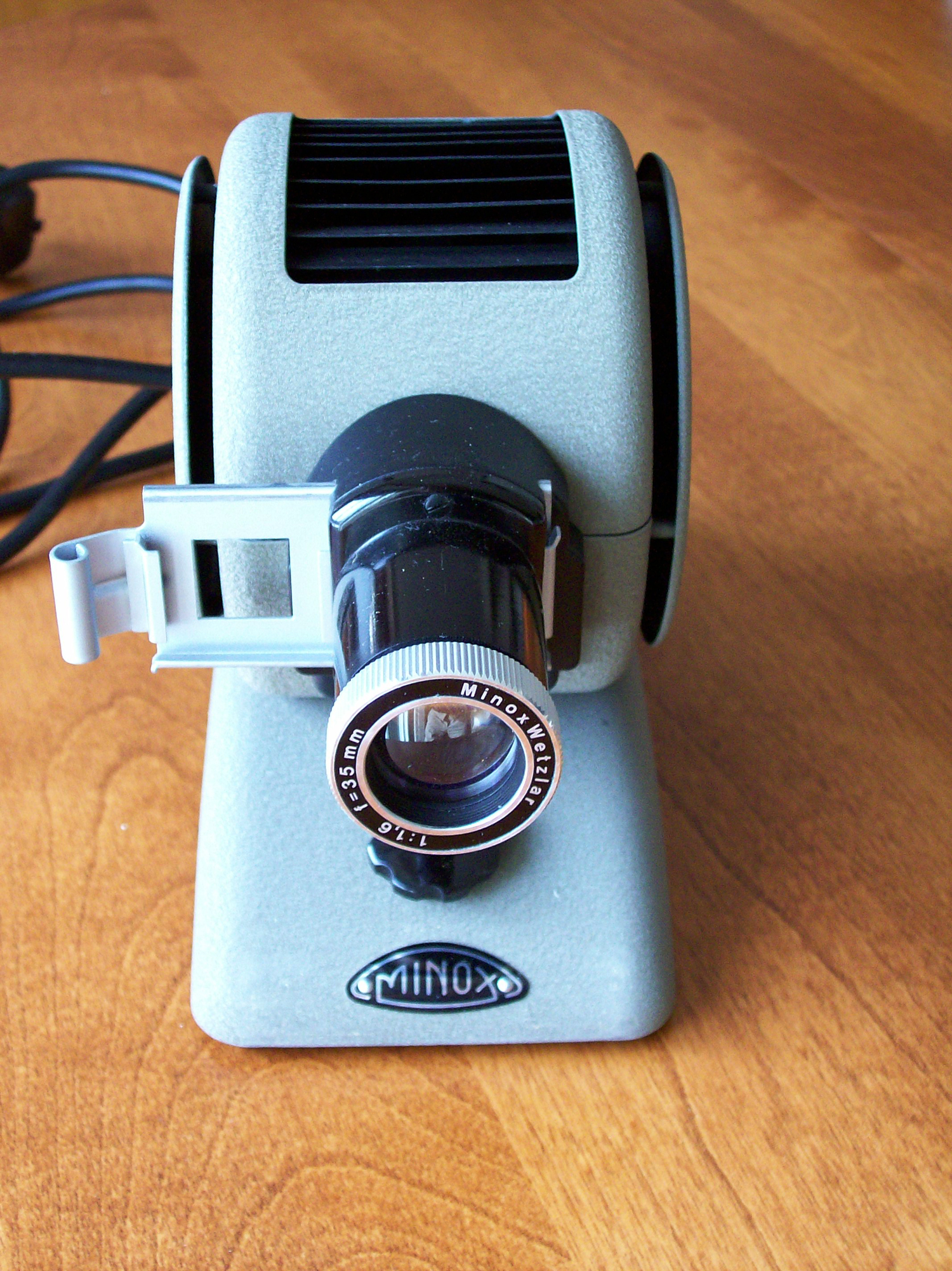
Minox-Diaprojektor 3001 mit lichtstarkem 1:1,6-Projektionsobjektiv

### Mikrofiche (Mikronegative) Lesegerät
Anfang der 1980er Jahre wurden tragbare Lesegeräte – Gewicht ca. 10 kg – für Mikrofiche unter dem Namen Mikroplan-Koffergerät-Lesegerät Typ 32689/32676 auf den Markt gebracht.
Der Bildschirm hatte eine Lesefläche von 34 × 31 cm, B × H.
Als Lichtquelle diente eine 12 V-, 50-Watt-Halogenlampe.
Die Geräte konnten mit 115/220 Volt ~ bzw. mit 12/24 Volt – (Universal- oder NATO-Stecker) betrieben werden.
32689 konnte Microfiche mit den Abmessungen 18 × 24 cm und Typ 32676 mit 10,5 × 14,8 cm lesen. Mit Hilfe von auswechselbaren Objektiven konnten 24-, 42- und 48-fache Vergrößerungen erzeugt werden.
Die Geräte wurden überwiegend bei Bundes- und Länderbehörden sowie in den Lagerverwaltungen und Dokumentationsbereichen von Unternehmen eingesetzt.

### APS-Format
Zuletzt produzierte Minox eine Reihe Kompaktkameras, die das APS-Format verwendeten. Alle Kameras der CD-Serie waren mit hochwertigen Objektiven (etwa den aus der Minox-35-Serie bekannten Minoxar-Systemen), automatischem Filmtransport, programmgesteuertem Zentralverschluss, Autofokus und Elektronenblitz mit Vorblitztechnik ausgestattet. Um 2001 verschwand das Filmformat vom Markt, neue APS-Kameras wurden auch bei Minox nicht mehr gebaut.

### Digitale Fotografie
Das Unternehmen ist seit 2003 mit einigen auf eigenen Entwürfen basierenden Modellen im Bereich der Digitalfotografie vertreten (DC-Serie). Zwischenzeitlich wurden 29 unterschiedliche Modelle hergestellt. Die Kameras sind überwiegend mit Autofokus-Minoctar-Objektiven ausgestattet, die auf die traditionsreichen Minotar- und Minoxar-Objektive der Minox-35-Serie zurückgehen. Beispiele sind die Kompaktkamera DC 8122 mit 8,1 Megapixel Auflösung und 6-fach optischem Zoom sowie die DC 1011 mit 10 Megapixel Bildauflösung. Minox veredelt zudem Digitalkameras mit 24 Karat vergoldeten und mit Diamanten besetzten Gehäusen (DC 1011 Carat/DC 4211 Gold). In der mittlerweile vierten Generation gibt es seit der photokina 2006 die Digital Classic Camera Leica M3, die eine von Minox miniaturisierte Ausgabe der Leica als Digitalkamera darstellt.
2008 führte Minox für den Anwendungsbereich der Digiskopie das digitale Kamera-Modul DCM ein. Dieses ermöglicht digitale Fotos und Videos mit einem Spektiv aufzunehmen. Im gleichen Jahr stellte das Optikunternehmen die Minox DSC auf der photokina vor. Diese digitale Spionagekamera besitzt die Abmessungen 86 mm × 29 mm × 20 mm und ist somit ähnlich groß wie die Kameras der 8 mm × 11 mm-Reihe. Aufgrund ihres Designs, das in Zusammenarbeit mit Volkswagen entstand, wurde die DSC sowohl mit dem Red Dot Design Award als auch mit dem Design Plus Award ausgezeichnet.

### Kamera-Nachbauten
Zwischenzeitlich stellt Minox auch historische Nachbauten berühmter Kameras im Maßstab 1:3 her. Diese voll funktionsfähigen Nachbauten im Miniaturformat werden unter dem Namen Classic Camera Collection sowohl jeweils als Kleinstbildkamera mit Minox-8×11-Film als auch als Digitalkamera angeboten.
Bislang stellte das Unternehmen Nachbauten von Leica M3, Rolleiflex MiniDigi, Rolleiflex AF 5.0, Hasselblad SWC, Contax I, Leica If, Leica IIIf her.

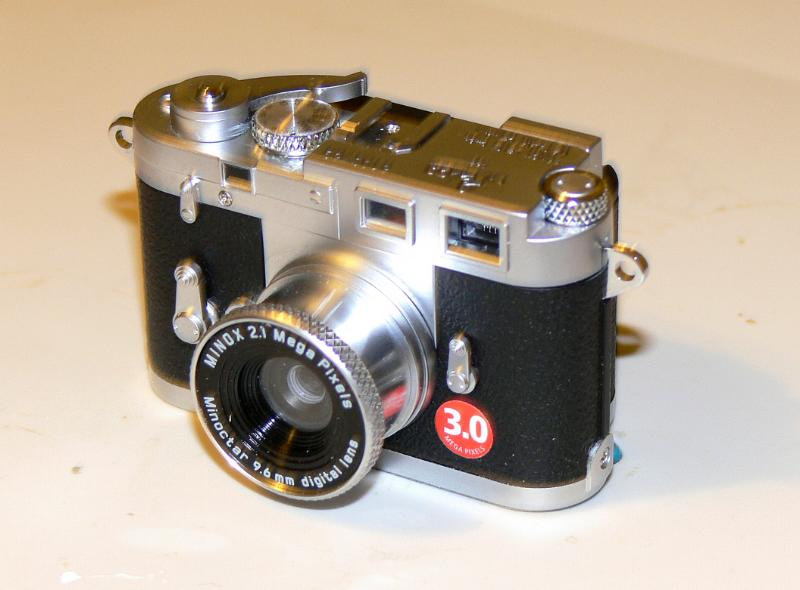
Minox-Leica M3
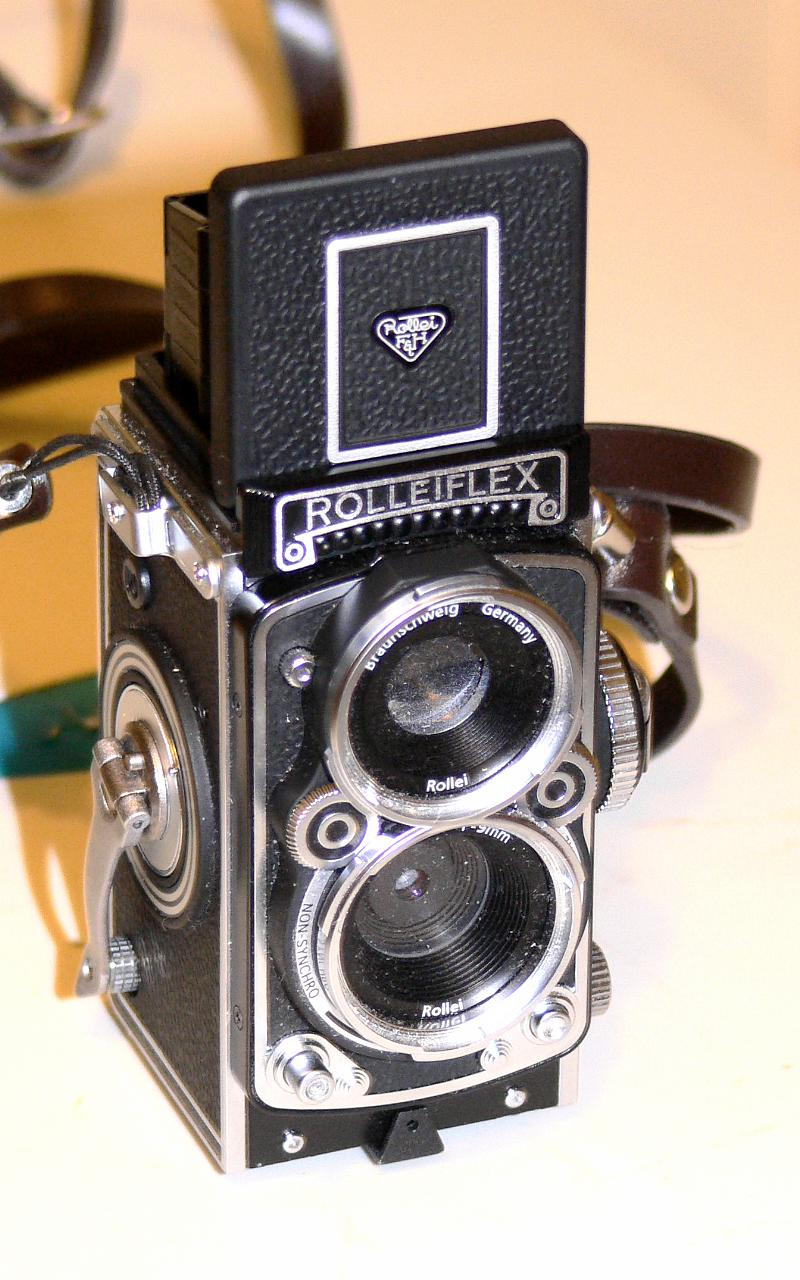
Minox-Rolleiflex MiniDigi

### Fernoptik
1990 kam das von Zapp entwickelte Taschenteleskop Minox T8 auf den Markt. Das Monokular wurde in zwei Versionen, sowohl mit Kunststoffgehäuse als auch mit Aluminiumgehäuse (als T8L bezeichnet) hergestellt. Der Name des Taschenteleskops geht auf die achtfache Vergrößerung zurück.
1993 wurde die Produktpalette um die Produktkategorie Ferngläser erweitert, 1999 folgten Spektive. Auch produziert das Unternehmen Makroskope und Nachtsichtgeräte.
Zunehmende Konzentration auf Fernoptik: Ab dem Jahr 2000 erfolgte, parallel zur Digitalisierung des Fotomarktes und dem darauffolgenden teilweisen Zusammenbruch des traditionellen Fotomarktes, eine immer stärkere Konzentration auf Produkte aus dem Bereich Fernoptik. 2017 spielte der Fotomarkt für Minox, abgesehen von Wildkameras (Fotofallen), keine nennenswerte Rolle mehr. Vielmehr hat die Jagdoptik (auch und insbesondere Zielfernrohre) einen immer größeren Stellenwert erlangt.